# Pierre Kalfon (journaliste)
Pour les articles homonymes, voir Pierre Kalfon et Kalfon.
Pierre Kalfon est un journaliste français, écrivain, diplomate, ancien correspondant du Monde au Chili, né le 1er avril 1930 à Oran en Algérie et mort le 14 octobre 2019 à Paris,. 

## Biographie
Pierre Kalfon naît dans une famille juive sépharade d'Algérie. Spécialiste de l’Amérique latine où il a été en poste plus d'un quart de siècle, Pierre Kalfon a été directeur de l’Alliance française à Rosario, Mar del Plata et Mendoza en Argentine de 1958 à 1965. 
Au mois de janvier 1967, il est nommé au service culturel de l’Ambassade de France au Chili et professeur de lettres françaises à l’Université du Chili ainsi qu’à l’université catholique de Santiago.
À partir de 1969, Pierre Kalfon est correspondant du Monde et du Nouvel Observateur sous le gouvernement démocrate-chrétien d’Eduardo Frei Montalva et du socialiste Salvador Allende.
Après le coup d’État du général Pinochet le 11 septembre 1973, renversant le gouvernement légal d’unité populaire de Salvador Allende, Pierre Kalfon sera le premier journaliste à signaler le suicide du président Allende au Palais de la Moneda le jour du coup d’État. Arrêté le 18 septembre, il est interrogé toute une nuit par les militaires et sa maison perquisitionnée par vingt huit soldats. Son accréditation est supprimée par le nouveau ministère des Affaires étrangères. À sa demande, sa signature n’apparaîtra plus au bas de ses articles du Monde. Il rend compte cependant par des articles non signés de la première manifestation populaire de résistance au nouveau régime à l’occasion de l’enterrement du poète prix Nobel Pablo Neruda. Sa signature réapparaît par inadvertance mi novembre, entraînant aussitôt son expulsion du pays. 
En 1974, Pierre Kalfon est recruté au service de presse de l’Unesco à Paris. L’année suivante, il est dépêché en Colombie comme haut fonctionnaire de l’Unesco afin d’aider le gouvernement colombien à structurer son ministère de la culture. En 1977, il est promu au cabinet du directeur général de l’Unesco, le Sénégalais Amadou-Mahtar M'Bow comme rédacteur de discours.
En 1980, l’Unesco le détache au Nicaragua pour réorganiser complètement le ministère de la culture qui vient d’être créé par le gouvernement sandiniste après le renversement du dictateur Somoza. Il recrute plus de soixante consultants français et cubains, et oriente l’action culturelle du pays en visant essentiellement une population dont la majorité à moins de 25 ans. 
Revenu au siège de l’organisation en 1982, il est chargé de mettre en place à Mexico, en 1983, une assemblée mondiale de tous les ministres de la culture. Cette même année, le quai d’Orsay le rappelle pour occuper les fonctions d’attaché culturel à l’ambassade de France à Rome au palais Farnèse. 
En 1988, Pierre Kalfon occupe les fonctions de conseiller culturel à l’ambassade de France à Montevideo, en Uruguay.
Après l’échec du général Pinochet en 1989 pour obtenir une reconduction de dix ans de sa fonction présidentielle et le retour progressif du Chili à un régime démocratique, Pierre Kalfon retourne dans ce pays comme conseiller culturel à l’ambassade de France où il restera en poste jusqu’à sa retraite en 1995.

« En terminant ces lignes, il me faut dire tout ce que je dois à la biographie de Pierre Kalfon, Che, Ernesto Guevara, une légende du siècle, qui, pour la première fois, rompant avec trente ans d'hagiographie, de sensationnalisme ou d'anecdotes tout en rendant fidèlement compte du contexte, des débats, des problèmes des affrontements politiques dont le Che a été le centre, qui ont marqué sa vie et scellé son destin. »

— François Maspero, Che Guevara, Nathan, 1997

## Publications
- Argentine, Seuil, 1973[3].
- Les Amériques latines en France, Gallimard, 1992[4].
- Che, Ernesto Guevara, une légende du siècle, Seuil, 1997, et Points n° P564. Grand prix du Salon du Livre d’histoire, 1998[5]
- Allende, Chili 1970-1973 : l’avenir d’une illusion [préface de Marc Ferro], Atlantica, 1998.
- L'Encre verte de Pablo Neruda, Terre de Brumes, 2003. Nouvelle édition augmentée rééditée sous le titre Chroniques chiliennes d’Allende à Pinochet, éditions Demopolis, 2008.
- Pampa, Seuil, 2007. Prix Joseph-Kessel de la SCAM.
- Pierre Kalfon et Jacques Leenhardt, Les Amériques latines en France, Paris, Éditions Gallimard, coll. « Découvertes Gallimard Albums », 18 novembre 1992, 152 p. (ISBN 2-07-053223-2, lire en ligne).

## Filmographie
- El Che, Ernesto Guevara, enquête sur un homme de légende, scénario de Pierre Kalfon, réalisé par Maurice Dugowson, 1997 (96 minutes.)
- Le Dernier Combat de Salvador Allende, réalisé par Patricio Henriquez, 1998 (55 minutes)[6]

## Radio
- Un Français dans la Pampa, feuilleton radiophonique, 10 épisodes, France Culture, novembre 2006[7].

## Distinctions
- Ordre national du mérite (France) (1995)[8].
- Prix de la Scam (Société civile des auteurs multimédias) pour Le Dernier Combat de Salvador Allende, 1998[9].
- Grand officier de l’ordre national du général O’Higgins (Chili) (2007).
- Diplôme de la présidente du Chili, Michelle Bachelet, remerciant Pierre Kalfon pour « son aide humanitaire, courageuse et désintéressée, contribuant à sauver la vie de milliers de Chiliens et d’étrangers persécutés par la dictature. » (10 septembre 2015).

## Prix littéraires
- Grand prix du Salon du Livre d’Histoire, 1998.
- Prix Joseph Kessel 2007 de la Scam, pour le roman Pampa, éditions du Seuil[10]